# Sama La Antigua
Sama La Antigua, a veces referida simplemente como las ruinas de Sama o Sama Grande, es un sitio arqueológico correspondiente a un centro administrativo incaico. No obstante, el lugar fue originalmente poblado por una colonia lupaca. Se emplaza sobre una explanada arenosa, cerca a una pequeña colina, en el valle de Sama, Tacna. Su estado de conservación es paupérrimo, siendo vulnerable al deterioro y la expansión urbana. Es muy poco conocido por los lugareños y la población en general.

## Ubicación
Se asienta sobre una terraza natural desértica, sector medio del valle de Sama, a 40 metros sobre su fondo. Su posición relativamente elevada le permitía disfrutar de un amplio campo visual. En las cercanías existen lomas estacionales. La altura con respecto al nivel del mar es de aproximadamente 550 a 570 metros. Dentro de la organización administrativa inca, estuvo encuadrado en el Collasuyo.

## Cronología

### Colonia altiplánica
Según el visitador Garci Diez de San Miguel, cuando llegó a Chucuito en 1567 fue informado de la existencia de antiguas colonias lupacas en los áridos valles costeros ubicados al este de la meseta del Collao, actuales Tacna, Moquegua y Arequipa. Es posible que estas hayan provenido de otras poblaciones altiplánicas que arribaron como consecuencia de la caída de Tiahuanaco, escapando de la debacle. Una de estas colonias altiplánicas se ubicaba en Sama. Se dedicaban principalmente al comercio y  agricultura, cultivando maíz, algodón y ajíes. 

### Imperio incaico
Durante el Imperio incaico, se convirtió en el principal centro de gobierno del valle, además del sitio más extenso. Los lupacas, quienes ya habitaban en el lugar, fueron los encargados de administrar las instalaciones.

### Periodo transicional y posterior
Sama La Antigua continuó siendo habitada a lo largo del siglo XVI. Bajo el dominio europeo, se construyó una modesta iglesia. 

#### Erupción del Huaynaputina

Gráfico de la erupción del Huaynaputina, acontecida en 1600

En 19 de febrero de 1600, el volcán Huaynaputina estalló en lo que sería una de las erupciones más grandes y potentes registradas en los últimos siglos. Sus efectos se propagaron principalmente en el sur andino, ocasionando terremotos y nubes de cenizas. En consecuencia, Sama La Antigua vivió un proceso de emigración en dirección a Arica que culminó en 1604 con su abandono total.

## Arquitectura
Sama La Antigua estuvo compuesto por 8 montículos. Excavaciones realizadas entre 1972 y 1975 desenterraron plataformas, las cuales habrían servido como base para levantar viviendas y muros. Un montículo, en el cual también se encontraron patios, habría sido el núcleo incaico del sitio. También se halló un fragmento de camino incaico de 950 metros de longitud ubicado al norte. Formaba parte de una vía que conectaba con sitios como Moqi, en la sierra de Tacna. 
Entre los restos de la iglesia virreinal se registraron indicios de derrumbe y cenizas, lo que sugiere que ocurrió algún evento caótico, reforzando el postulado que indica la intervención de un desastre natural.  

## Función
Sirvió como un importante y estratégico nudo comercial entre la zona altoandina, las lomas y el litoral desde tiempos preincaicos. A modo de ejemplo, productos costeros como el guano eran intercambiados por serranos como el charqui. Los bienes eran transportados por recuas de llamas. También fue un punto de confluencia multiétnica, pues aparte de la presencia lupaca e inca, se han encontrado cerámicas correspondientes a Saxamar y a los pacajes.

## Estado actual
Las condiciones de Sama La Antigua son pésimas. Muchas construcciones se encuentran reducidas a restos de cimientos muy deteriorados o desmoronados. El avance de los campos agrícolas y las construcciones peruanas han aumentado en gran medida la presión sobre el sitio. Los pocos contextos funerarios reportados se encontraban ya saqueados. Se cree que otros yacen bajo el actual cementerio. 